# Néstor Feria
Néstor Acosta Feria (* 5. März 1894 in Bolívar; † 26. September 1948 in Buenos Aires) war ein uruguayischer Tangosänger, Gitarrist, Komponist und Schauspieler.

## Leben und Wirken
Feria wuchs in Montevideo auf und trat in seiner Jugend nur im Freundeskreis als Amateursänger auf, bevor er sich ab 1913 einer professionellen Laufbahn zuwandte. Er begleitete zunächst die Sänger Juan Medina und José Mayuri (Maggiuri) und bildete 1916 ein Duo mit dem Sänger und Gitarristen Arturo Vecino. Nach ersten Erfolgen mit diesem ging er nach Rio Grade del Sul in Brasilien, wo er mit der Milonga vertraut wurde.
1920 kehrte er nach Montevideo zurück und gründete ein neues Duo mit Ítalo Goyeche, das beim Karneval 1921 auftrat. In Buenos Aires wurden sie von den Instrumentalisten Enrique Maciel und José María Aguilar begleitet, und Pascual Carcavallo engagierte sie für Auftritte im Teatro Nacional. Zwischen Ende 1921 und 1923 nahmen sie bei RCA Victor sechzehn Titel auf, darunter die Milonga Por el camino. Nach der Trennung von Goyeche trat Feria im Wechsel in Buenos Aires und Montevideo auf. Seine Duopartner wurden Américo Chiriff, Cayetano Cambiaso und Teófilo Ibáñez.
Nach seinem Rundfunkdebüt bei Radio Stentor in Buenos Aires führte ihn Fernando Ochoa 1936 bei Radio Belgrano ein. Dort wirkte er in einem Programm des Dramatikers Armando Discépolo, des Dichters Claudio Martínez Payva und des Sängers Agustín Irusta mit. Darauf erhielt er seine erste Rolle als singender Gaucho in Nelo Cosimis Film Juan Moreira. Daneben gab er Recitals an Theatern Argentiniens teils als Solist, teils im Rahmen von Shows.
Anfang 1938 entstanden neue Aufnahmen beim Label Odeon. Im gleichen Jahr trat er in Alberto de Zavalías Film Los caranchos de la Florida auf. 1939 komponierte Enrique Santos Discépolo die Zamba Noche de abril für ihn. Lito Bayardo und Juan Larenza schrieben für ihn die Zamba Mama vieja. Auch die Milonga Los ejes de mi carreta von Atahualpa Yupanqui und Romildo Risso gehörte zu Ferias Repertoire.
1945 traten die ersten Symptome eines Lungenkarzinoms auf, an dem Feria drei Jahre später sterben sollte. Dennoch fuhr er fort aufzutreten, u. a. im Café Ateneo, begleitet vom Trío Oriental de Guitarras (Roberto Pizzo, Julio Fontela und Froilán Aguilar). 1947 verschaffte ihm Fernando Ochoa eine Rolle in Luis Moglia Barths neuer Verfilmung von Eduardo Gutiérrez’ Buch Juan Moreira. Danach verschlechterte sich sein Gesundheitszustand zusehends. Im September 1948 starb er im Alter von 54 Jahren im Sanatorio Oeste in Buenos Aires.

## Kompositionen
- En blanco y negro (Text von Fernán Silva Valdés)
- Las carretas
- Páginas íntimas
- La bata de percal
- A todos
- De mí no esperes